# Gian Carlo Wick
Gian Carlo Wick (n. 15 octombrie 1909, Torino, Italia – d. 20 aprilie 1992, Torino, Italia) a fost un fizician teoretician italian care a adus contribuții importante la fizica matematică. Teorema lui Wick⁠(en)[traduceți] din teoria cuantică a câmpurilor îi poartă numele.